# Agoeti (kleur)

Agoeti-patroon op een kattenhaar

Het agoeti-patroon is een vachtkleur die wordt gekenmerkt door haren die afwisselende banden van donkere en lichtere pigmentatie hebben. Dit zorgt voor een getextureerd, vaak gespikkeld uiterlijk dat helpt bij camouflage.

## Genetica
Het agoeti-patroon wordt beïnvloed door het agoeti-gen (A-locus). Dit gen codeert voor een eiwit dat de distributie van melanine (pigment) in het haar beïnvloedt. Het zorgt ervoor dat de productie van eumelanine (donker pigment) en feomelanine (licht pigment) afwisselend plaatsvindt tijdens de haargroei.
- Eumelanine: Dit pigment zorgt voor zwarte of bruine kleuren in de vacht.
- Feomelanine: Dit pigment zorgt voor gele of rode tinten in de vacht.

## Mechanisme
Tijdens de groei van het haar wordt de productie van deze pigmenten gereguleerd door het agoeti-signaalproteïne. Wanneer het eiwit actief is, wordt de productie van eumelanine onderdrukt en feomelanine geproduceerd, wat resulteert in lichte banden. Wanneer het eiwit inactief is, wordt eumelanine geproduceerd, wat resulteert in donkere banden.

## Verspreiding bij diersoorten
Knaagdieren: Bij veel knaagdieren, zoals muizen, ratten en cavia's, komt het agoeti-patroon veel voor. Dit helpt hen om te gaan met de omgeving door betere camouflage tegen roofdieren.
Katten: Bij sommige kattenrassen, zoals de Abessijnse kat, wordt een vergelijkbaar patroon gezien, dat vaak "ticked tabby" wordt genoemd. Hier hebben de afzonderlijke haren ook banden van lichte en donkere kleuren.
Konijnen: Agoeti is ook een veelvoorkomend patroon bij konijnen, waarbij de basisvachtkleur vaak gemengd is met verschillende tinten.

## Culturele en historische betekenis
Camouflage: Het agoeti-patroon is evolutionair voordelig gebleken vanwege de uitstekende camouflage. Dieren met deze kleur kunnen beter opgaan in hun omgeving, wat hun overlevingskansen vergroot.
Fokken en selectie: In de fokkerij van huisdieren, zoals cavia's en katten, is de agoeti-kleur vaak gewenst vanwege de natuurlijke en aantrekkelijke uitstraling. Fokkers selecteren vaak op basis van specifieke patronen en kleurkenmerken.

## Verwante onderwerpen
- Melanisme: Een genetische mutatie die resulteert in een volledig zwarte of zeer donkere vacht.
- Albinisme: Een genetische mutatie die leidt tot een gebrek aan pigment, wat resulteert in een volledig witte vacht en vaak rode ogen.
- Genetische Variatie: Naast het agoeti-gen zijn er vele andere genen betrokken bij de kleur en het patroon van de vacht bij dieren. Variaties en mutaties in deze genen kunnen leiden tot een breed scala aan kleuren en patronen.